# Préservation du jeu vidéo
 (février 2021).

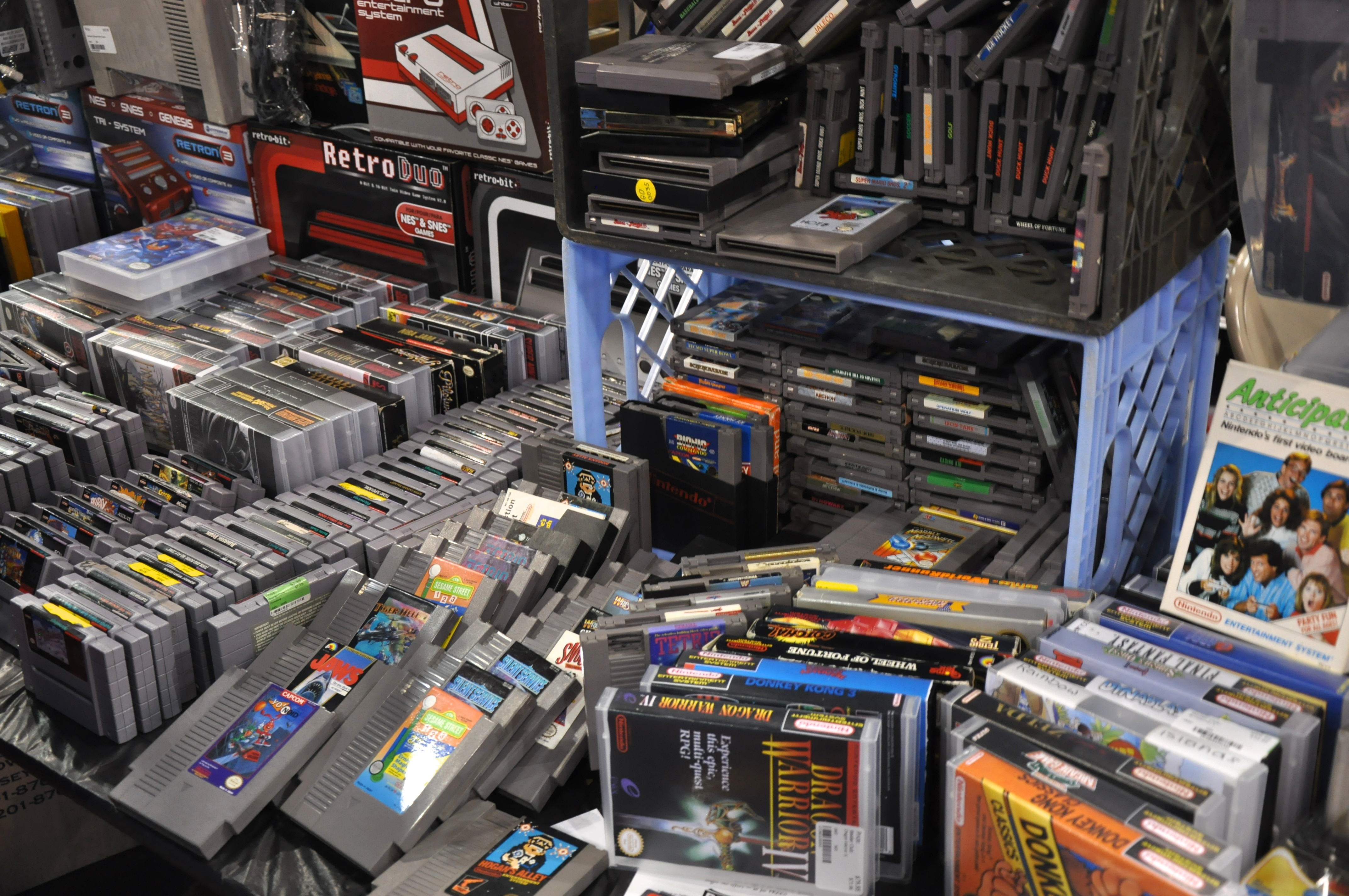
Une collection de jeux vidéos à la ComicCon de New York en 2011

La préservation du jeu vidéo est une forme d'archivage électronique appliquée à l'industrie du jeu vidéo.
Parmi les initiatives de préservation vidéoludique, on peut citer la sauvegarde du code source et des artworks, les copies numériques de jeux vidéo, la conservation, la maintenance et l'émulation de consoles, d'ordinateurs et de jeux, le retrogaming et la numérisation de magazines et de livres sur le jeu vidéo publiés avant la révolution numérique.

## Initiative

### En France
Depuis une lois sur le dépôt légal de documents multimédias de 1992, les jeux vidéos produit ou distribués en France doivent être déposés à la BnF. Environ 20 000 objets vidéoludiques sont conservés dans leur collection. Le contenue préservé peut être accédé sur leur plateforme original ou sur des ordinateurs modernes équipés d'émulateurs.